# Flaga województwa podlaskiego
Flaga województwa podlaskiego – symbol województwa podlaskiego. Flaga została przyjęta uchwałą Nr LIV/448/02 sejmiku województwa podlaskiego z dnia 30 sierpnia 2002 r. Płat flagi województwa podlaskiego ma kształt prostokąta o proporcjach 5:8 (stosunek szerokości do długości), składa się z czterech pasów poziomych, równej szerokości w następujących barwach, kolejno od góry: biały, czerwony, żółty, i błękitny. Pas górny biały odnosi się do godeł herbu Orła i Pogoni; czerwony do barwy tarczy herbowej; pas żółty do złotej korony, dzioba i łap Orła, krzyża na tarczy rycerza, rękojeści miecza, ostrogi rycerza, i uprzęży końskiej; dolny błękitny do tarczy jeźdźca, siodła i czapraka końskiego.